# One Medical
One Medical（ワンメディカル）は、プライマリー・ヘルスケア・クリニック・チェーンで、Amazonの子会社である。正式な社名は1Life Healthcare, Inc.である。ワンメディカルは、会員制のプライマリケアサービスで、対面診療とモバイルアプリを使用したオンラインでの診療を提供している。
2024年6月27日、Amazonはワンメディカルの事業とオンライン診療サービスを提供するアマゾンクリニックの事業を統合すると発表し、One Medicalというサービス名称はAmazon One Medicalへ変更された。

## 歴史
2007年、ワンメディカルはトム・リーによって設立された。サンフランシスコの1カ所の診療所からスタートした同社は、サンフランシスコ・ベイエリアの29診療所を含む全米72カ所以上の診療所を展開するまでに成長した。1Life Healthcare, Inc.は、医師が経営するプロフェッショナル・コーポレーション（PC）向けの管理・経営サービス会社である。
2017年、アミール・ルービンがトム・リーの後任としてワンメディカルのCEOに就任した。2018年、カーライル・グループは同社に3億5000万ドルを投資した。ワンメディカルは、グーグルの親会社であるアルファベットからも支援を受けていた。
2020年1月31日、ワンメディカルはNASDAQ証券取引所での取引を開始した。
ワクチン配布の初期段階において、ワンメディカルはいくつかの州で不適格な患者にCOVID-19ワクチンを投与したことで告発された。その結果、議会による調査が行われた。 この調査は、ワンメディカルがCOVIDワクチンへのアクセスを金銭的利益のために利用しようとし、ワクチンを探している人々を自社の有料会員に押しやったこと、また同社の内部関係者に早期アクセスワクチンを提供したことを結論づけた。
2021年9月、ワンメディカルはIora Healthを買収した。

## Amazonによる買収
2022年7月、Amazonがワンメディカルを約39億ドルで買収することで合意したと発表された。この発表に先立ち、薬局チェーンのCVSヘルスも入札を行っていた。Amazonは2023年2月22日にワンメディカルを正式に買収した。
2023年11月、AmazonはAmazonプライム会員にワンメディカル会員割引の提供を開始した。
2024年6月27日、Amazonはワンメディカルの事業とオンライン診療サービスを提供するアマゾンクリニックの事業を統合すると発表し、One Medicalというサービス名称はAmazon One Medicalへ変更された。

### 反応
この買収のニュースを受けて、何人かのコメンテーターや公的擁護団体が、この買収が患者のプライバシーを害するのではないかという懸念を表明した。ミズーリ州選出の共和党ジョシュ・ホーリー上院議員は、連邦取引委員会（FTC）にこの買収を精査するよう求めた。
オレゴン州の保健機関であるOregon Health Authority（OHA）は、2022年時点で州内に5つのワンメディカルクリニックが営業していたため、この買収を評価する権限を与えられていた。2022年12月、OHAは最終的に買収の予備審査で、買収は州内の安価な医療の大幅な減少にはつながらないと結論づけた。そのため、OHAは買収を承認した。
2023年、ワンメディカルは、国家安全保障のシンクタンクであるトルーマン・センターの年次会議「トゥルー・コン」のスポンサーとしてリストアップされた。

### 反トラスト法の監視
買収の発表後、オブザーバーはこの取引が反トラスト法上の精査に直面する可能性があると推測した。2022年9月、1Life HealthcareがSECに提出した書類により、FTCがこの買収に関する調査を開始したことが明らかになった。
2023年2月21日、FTCは最終的に、買収が完了する前に反トラスト法訴訟で争うことを断念した。
2023年2月22日、Amazonによるワンメディカルの買収は正式に完了した。FTCは、まだ合併を調査中であり、買収に異議を唱える可能性があることを明らかにした。